# Gáhánbáry
Gáhánbáry jsou šestice svátků které by měl, společně s Nourúzem, slavit každý zarathuštrista. Jsou nepravidelně rozprostřeny po celém roku a ukončují roční období, s kterými sdílí svá jména. Výraz gáhánbár je středoperský, v avestánštině se označovaly tyto svátky, stejně jako samotná roční období, jako jáirja ratavó „časy roku“.
Šestice gáhanbárů je spojena se šesti stvořeními Ahura Mazdy a je doplněn o Nourúz „nový rok“ spadající na jarní rovnodennost a spojený se stvořením ohně. Jejich pořadí je následující:
| Pořadí | Avestánské jméno   | Překlad              | Ahura Mazdovo stvoření |
| 1      | Maidijói zaremaija | „střed jara“         | nebe                   |
| 2      | Maidijói šam       | „střed léta“         | voda                   |
| 3      | Paitiš hahija      | „podzimní sklizeň“   | země                   |
| 4      | Ajiáthrima         | „návrat (stád) domů“ | rostliny               |
| 5      | Maidijóirija       | „podzimní sklizeň“   | zvířata                |
| 6      | Hamaspathmaédaja   | nejasný              | lidstvo                |

## Dějiny
První, třetí a čtvrtý svátek představují významná data pro pastevce a rolníky, zatímco druhý a pátý jsou svátky slunovratovými, napovídající o solární povaze kalendáře. Fakt že zimní slunovrat je jmenován jako „střed roku“ zase napovídá že nový rok začínal na slunovrat letní. Podle iranistky Mary Boyce byl Zarathuštrou ustanoven jako svátek pouze Nourúz a až jeho nástupci přetvořili starší sezonní oslavy v svátky svého náboženství a spojili je, pouze na základě prostého pořadí, s dalšími stvořeními Ahura Mazdy. Výjimkou může být poslední v pořadí: Hamaspathmaédaja, který byl původně nejspíše slaven den před jarní rovnodenností a byl přidán do počtu a jako svátek živého lidstva, protipól Fravardígánu věnovaného zemřelým.
Původně se nejspíše jednalo o jednodenní svátky, ale přidání pěti dnů do perského kalendáře za vlády Achaimenovců vedlo k určitým problémům. Zbožní věřící z důvodu nejistoty gáhánbáry slavili jak na původní datum tak ještě jednou o pět dní později, na jejich datum podle nového kalendáře. Složitější řešení vyžadovala situace týkající se svátků Hamaspathmaédaja a Fravardígán, z nichž první se konal den před Nourúzem a druhý noc před Nourúzem. Tak se Fravardígán protáhl namísto jedné noci na pět dní a šest nocí, a Hamaspathmaédaja se slavil na poslední z těchto dnů. Iranista William W. Malandra naopak svátky Hamaspathmaédaja a Fravardígán ztotožňuje a uvádí že nejstarší známá zmínka, v jaštu 13, Fravardígán označuje jako svátek desetidenní.
V sasánovské době se učenci nemohli shodnout na správném datu svátků. Avestánský Áfrínagán í Gáhánbár uvádí data podle nového kalendáře, zatímco středoperský Bundahišn uvádí datum podle starého i nového kalendáře, přičemž však první chápe jako důležitější, jako den zahájení daného stvoření. Áfrínagán í Gáhánbár také uvádí že gáhanbárů se měli povinnost účastnit všichni věřící a přinést na ně oběť: zvíře, suché dřevo na oheň a v případě chudoby jen modlitbu Ahura Mazdovi. Následné hostiny se pak účastnily lidi všech společenských vrstev. Od určité doby se slavení gáhanbárů prodloužilo na pět či šest dní, trvaly tedy od původního data po nové.
Slavení gáhanbárů má nepřerušenou tradici mezi íránskými zarathuštristy. Mezi indickými Pársy se veřejných obřadů a hostiny účastnily dříve pouze muži, ale od 70. letech 20. století jsou i ženy jejich plnohodnotnými účastníky. Pársové slaví gáhábáry ve dvou fázích. V první jsou prováděny čtyři obřady: zvláštní áfrínagán určený k danému datu; báj, modlitby k jazatům či fravašiům; jasna, hlavní oběť a pavi, společná modlitba kněze a věřících. Jako druhá fáze následuje hostina.